# Catedral de San Pablo (Incheon)
La Catedral de San Pablo o simplemente Catedral de Incheon (en coreano: 답동 주교좌 성당) es el nombre que recibe un edificio religioso que pertenece a la Iglesia Católica y se encuentra ubicado en la localidad de Incheon la tercera ciudad más grande del país asiático de Corea del Sur.
El Padre Eugene Coste de la Sociedad de las Misiones Extranjeras de París, diseñó la catedral Dapdong de Incheon. La iglesia se completó seis años por delante de la catedral de Myeongdong en Seúl, y una mezcla de estilos que incluye arquitectura gótica.
El templo sigue el rito romano o latino y sirve como la sede de la diócesis de Incheon (Dioecesis Inchonensis o bien 인천 교구) que fue creada en 1962 mediante la bula Fertile Evangelii semen del Papa Juan XXII.

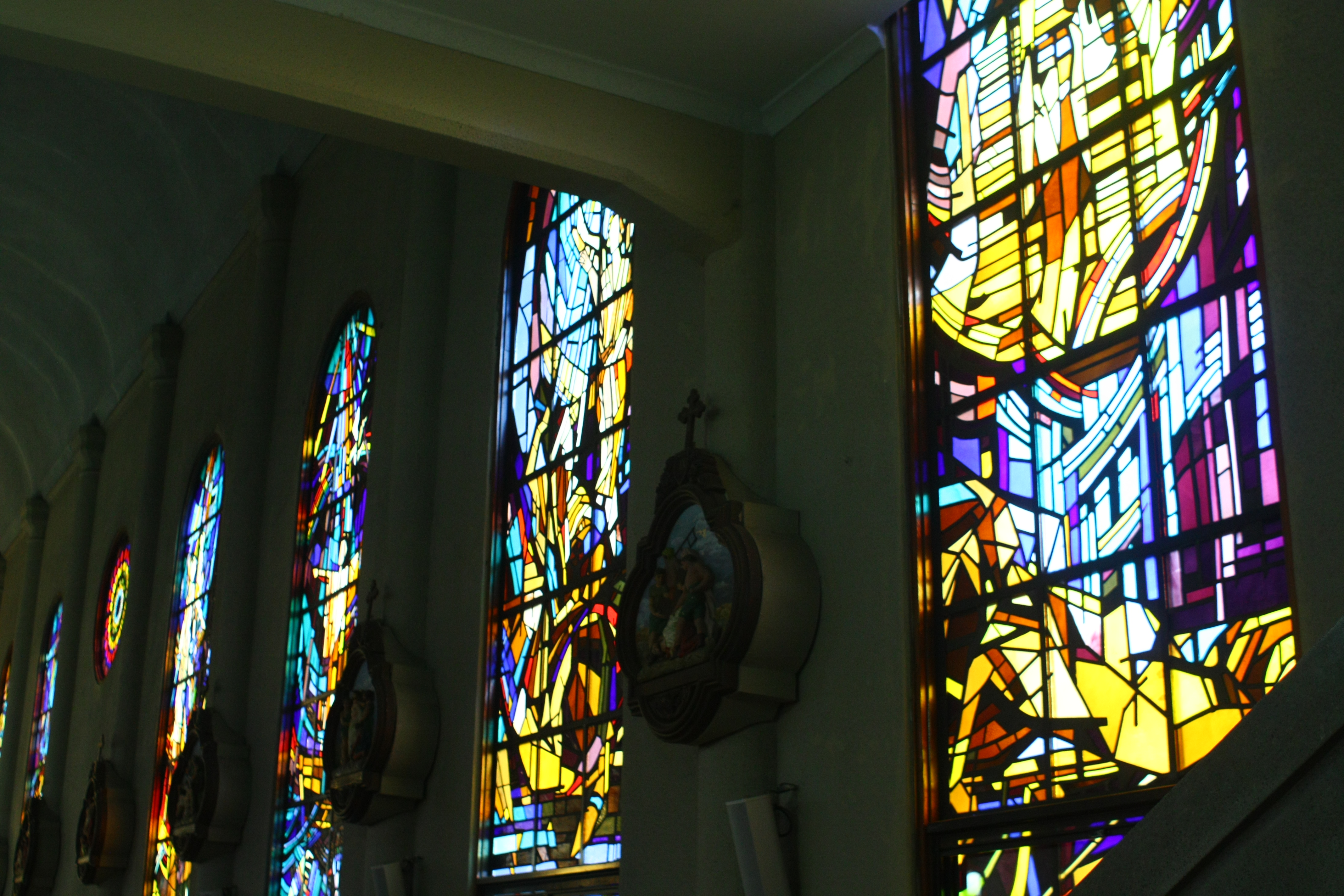
Vista parcial de los vitrales de la iglesia